# فرانک شوبرت
فرانک شوبرت (انگلیسی: Frank Schubert؛ ۱۹۱۵–۲۰۰۳) آخرین متصدی نگهداری فانوس دریایی در آمریکا بود. وی

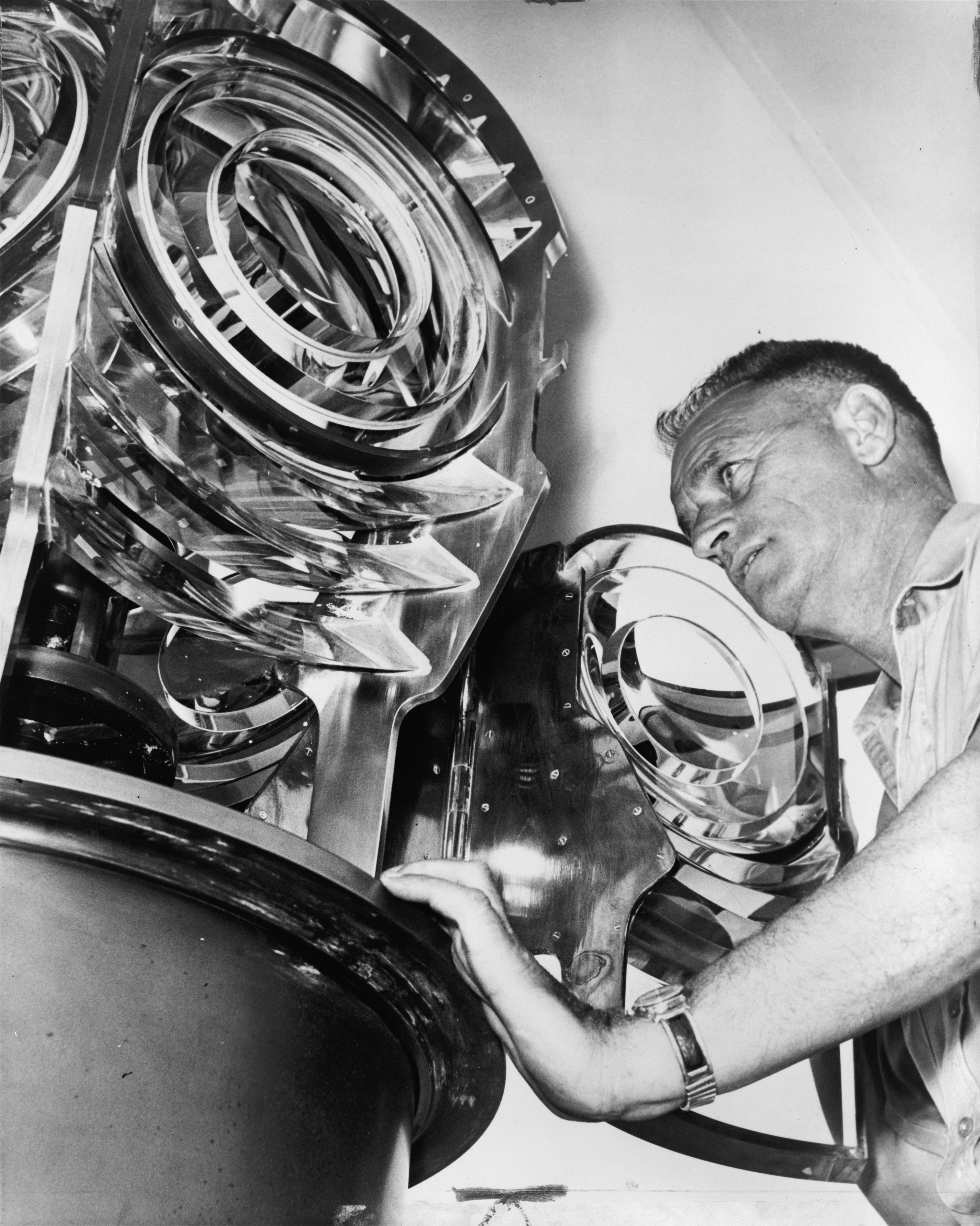
فرانک شوبرت

 از سال ۱۹۳۹ نگهبان ساحلی ایالات متحده آمریکا بود. وی در هنگام مرگ در محل کارش بود، مکانی که از سال ۱۹۶۰ در آنجا کار می‌کرد. او در طول دورهٔ کاری اش جان ۱۵ نفر را نجات داده بود. فرانک شوبرت در سال ۲۰۰۳ و در سن ۸۸ سالگی درگذشت